# Triplette (cycle)
Pour les articles homonymes, voir triplette.
 (juin 2014).
Si vous disposez d'ouvrages ou d'articles de référence ou si vous connaissez des sites web de qualité traitant du thème abordé ici, merci de compléter l'article en donnant les références utiles à sa vérifiabilité et en les liant à la section « Notes et références ».

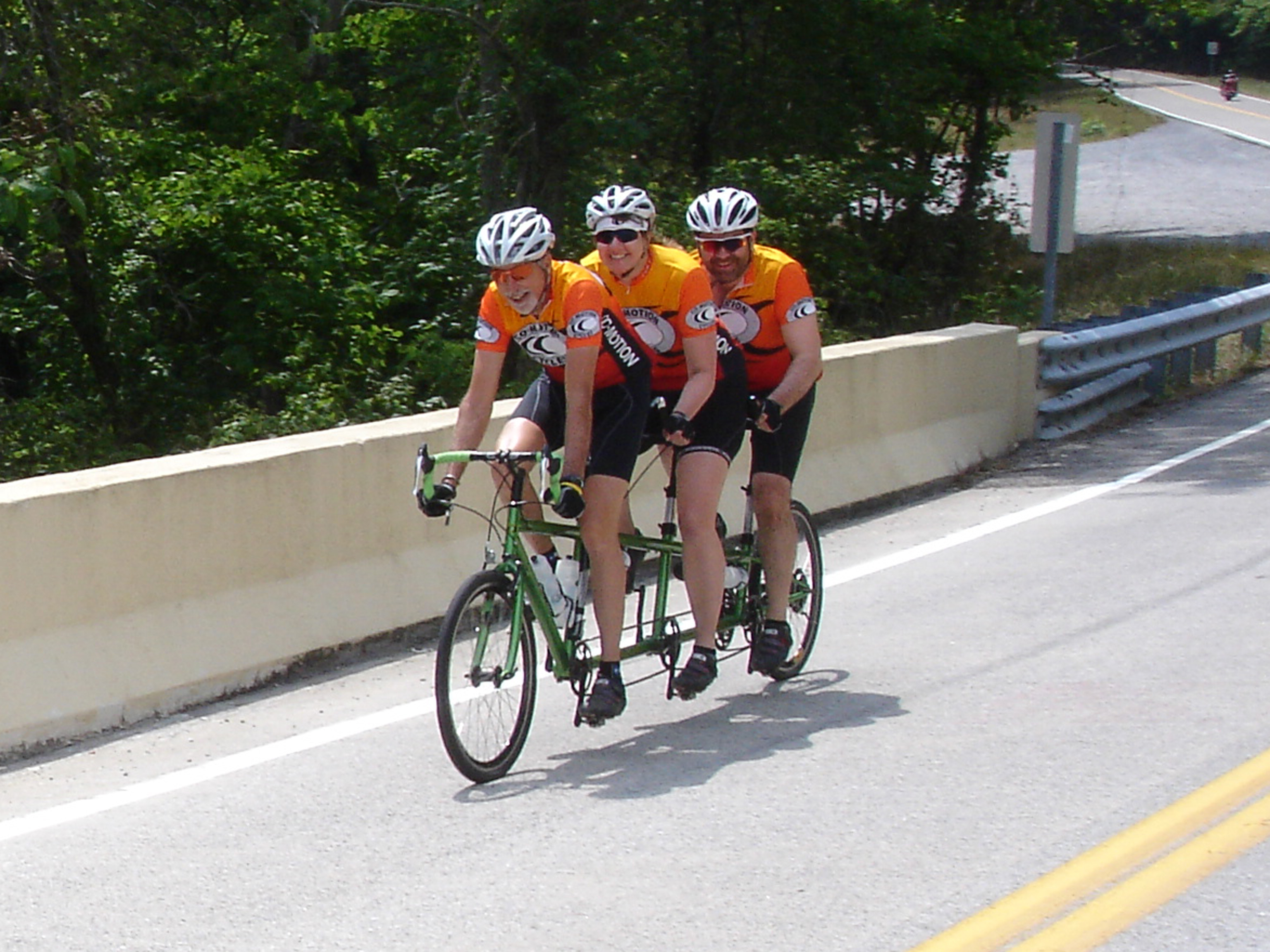
Triplette cycliste

La triplette (ou tridem) est une bicyclette où trois personnes pédalent. De la même manière qu'un tandem, les trois protagonistes sont assis l'un derrière l'autre et pédalent de manière synchrone. Si la triplette est équipée de pédaliers indépendants un des cyclistes peut s'arrêter de pédaler sans empêcher les deux autres cyclistes de pédaler. 
Le phénomène de l'aspiration permet aux trois cyclistes de rouler plus vite que 3 vélos côte à côte.  
Les principales difficultés en triplette sont de monter les côtes, car il est très difficile de se mettre en danseuse à trois sur les pédales, ou de faire un demi-tour car le rayon de giration est important. 
Pour permettre le transport de ce vélo très long (une triplette mesure environ 3 mètres) il existe des cadres démontables.     
La triplette peut être utilisée par un couple avec un enfant pour faire du vélo en famille.       

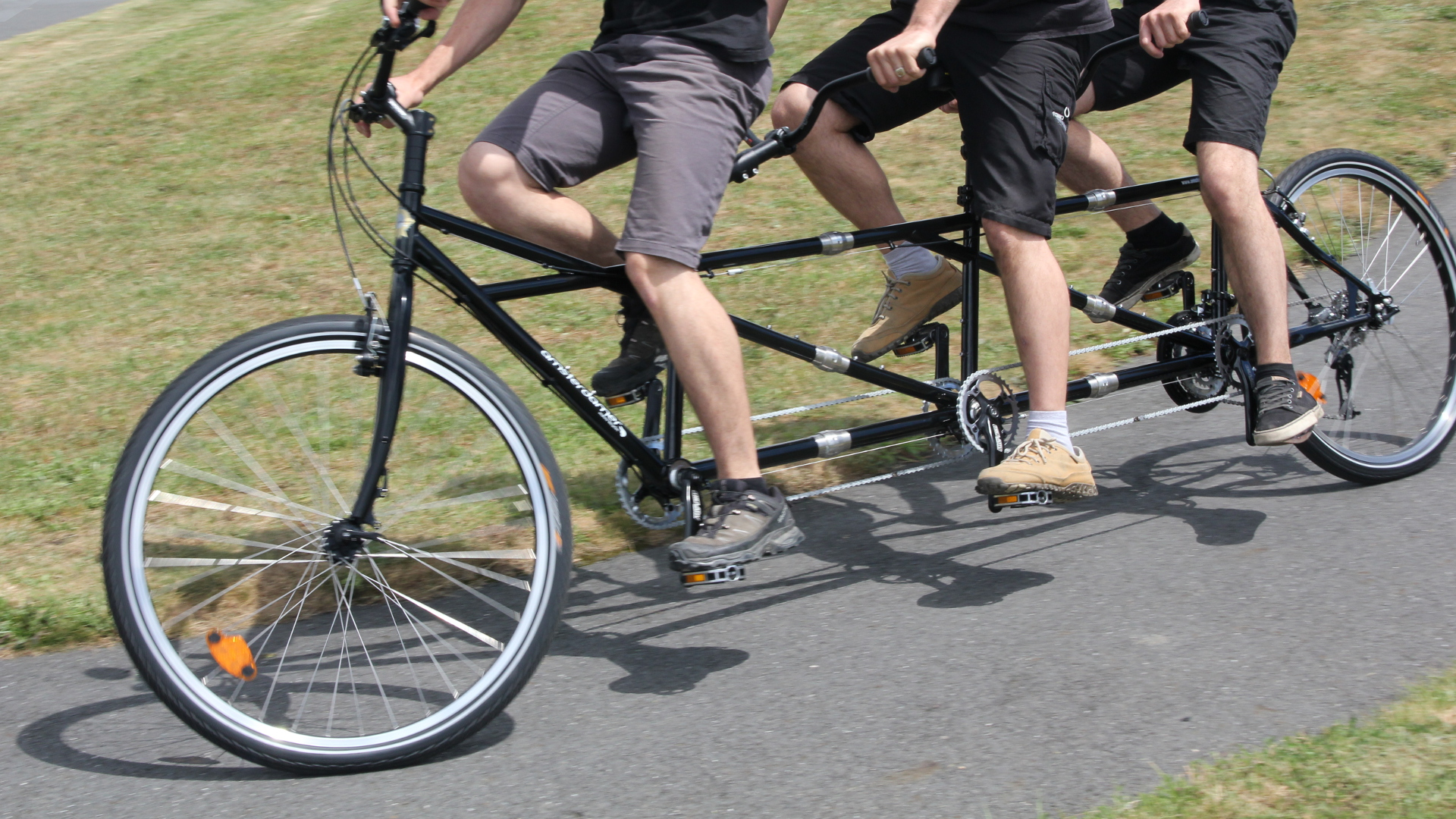
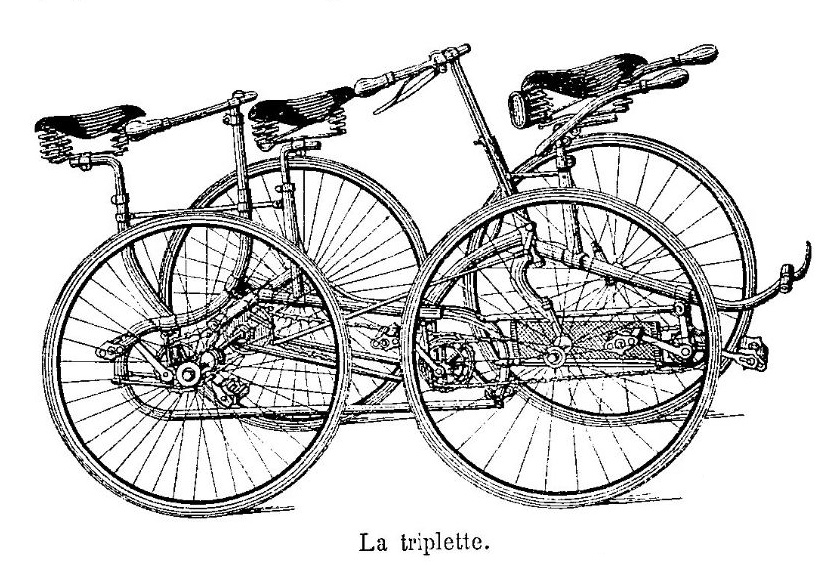
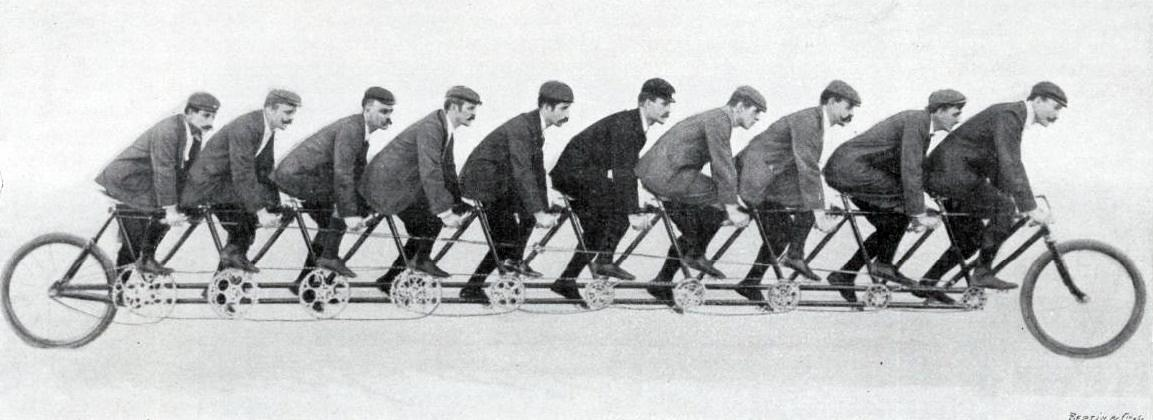